# Jacqueline Aubenas
Pour les articles homonymes, voir Aubenas.
Jacqueline Aubenas est une historienne et analyste du cinéma. Elle enseigne l'écriture et l'analyse cinématographique. Elle est aussi, depuis les années 1970, très engagée dans le mouvement féministe. Cofondatrice du Groupe de recherche et d'information féministes, des Cahiers du Grif et du magazine Voyelles, elle est partie prenante des principales luttes de la deuxième vague du féminisme.

## Biographie
Jacqueline Bastié est née à Toulouse le 1er août 1936. Elle fait des études de sciences politiques à Paris et épouse Benoît Aubenas. Ils ont trois enfants, Sylvie (1959-), Olivier et Florence (1961-).
Dans les années 1960, elle suit son mari lorsqu'il est nommé à Bruxelles. Elle y reste après son divorce et est ensuite la compagne de Jean-Pierre Van Thiegem, critique d'art. Elle vit et travaille à Bruxelles depuis lors.
Elle est une personnalité reconnue dans le monde scientifique et universitaire mais c'est en 2005, lorsque sa fille Florence est enlevée et détenue en otage en Irak pendant cinq mois que le grand public la découvre vraiment.

### Féminisme
Jacqueline Aubenas s'engage activement dans la deuxième vague du mouvement féministe. 
Elle est cofondatrice, en 1972, du GRIF, Groupe de recherche et d'information féministes, participe à l'équipe de rédaction des Cahiers du GRIF avec, notamment, Françoise Collin,  Jeanne Vercheval, Hedwige Peemans-Poullet, Marie-Thérèse Cuvelliez, Marie Denis et Suzanne Van Rokeghem. Lorsque l'équipe se sépare, elle cofonde le mensuel Voyelles avec Marie Denis, Jeanne Vercheval et Suzanne Van Rockeghem. 

### Le cinéma
L'autre passion de Jacqueline Aubenas est le cinéma. Elle est d'abord critique de cinéma, et, au fil des ans, devient professeure à l'INSAS (Institut National supérieur des arts du spectacle et des techniques de diffusion) et à l'Université libre de Bruxelles (ULB), en licence en écriture et analyse cinématographique.
Elle siège à la Commission de sélection du film qui soutient essentiellement la création cinématographique francophone,, est membre du Conseil d'administration et de l'Assemblée générale du Fonds Henri Storck, créé en 1988, pour gérer et exploiter le patrimoine cinématographique d’Henri Storck et d’autres cinéastes et est l'auteur du catalogue raisonné de l’œuvre d'Henri Storck. Elle représente le cinéaste mort dans la partie de treize minutes que lui consacre Richard Olivier dans son encyclopédie filmée des cinémas de Belgique Big Memory (2011). Elle a fait le même exercice pour Chantal Akerman.
Elle publie plusieurs ouvrages sur le cinéma, participe à la production de films, intervenant dans des documentaires de création et anime de nombreux colloques et séminaires autour du cinéma.
Dans le cadre de son emploi d'enseignante, elle a supervisé avec son collègue Pierre Joassin Génération Raymond (1990) de Rémy Belvaux, le travail de fin d'études qui, rallongé, est devenu le long métrage C'est arrivé près de chez vous.
Elle siège au Centre de l'audiovisuel à Bruxelles (CBA) et à Wallimage,.

## Distinctions
- Professeure honoraire à l’INSAS[4]
- Professeur honoraire à l’Université libre de Bruxelles[10].
- Éloge de la Scam en 2018[4]

## Publications
- (avec Jeanne Vercheval-Vervoort et Suzanne van Rokeghem) Des femmes dans l'histoire en Belgique, depuis 1830, Bruxelles, éditions Luc Pire, 2006.
- (avec Aude Samama, ill.) La Cuisine du Cahier bleu, Les Impressions nouvelles, 2012.
- (avec Emmanuel d'Autreppe, Jean Breschand, Jean-Luc Outers, Marc-Emmanuel Mélon et Serge Meurant) Regards sur le réel : 20 documentaires du 20e siècle, Exhibitions International, 2013.
- Dic doc : le dictionnaire du documentaire, Complicités, 1999
- Hommage à Chantal Akerman, Bruxelles, Communauté française de Belgique, 1995.
- Hommage à Henri Storck, Bruxelles, Communauté française de Belgique, 1995.
- Toto le héros, Bruxelles, Association des professeurs pour la promotion de l'éducation cinématographique, 1994.
- (dir.) Filmer la danse, Bruxelles, Renaissance du livre, 2007.
- (dir.) Le Cinéma des frères Dardenne, Bruxelles, Renaissance du livre, 2008.

## Filmographie
- 2011 : Big Memory de Richard Olivier, encyclopédie filmée des cinémas de Belgique. Jacqueline Aubenas y représente le réalisateur Henri Storck.
- 2010 : Histoire de mes cheveux de Boris Lehman, documentaire, coproductrice[11]
- 2006 : Cinématon de Gérard Courant, série documentaire[12]. L'épisode 2129 est consacré à Jacqueline Aubenas[13].
- 1997 : Contre le temps et l'effacement de Boris Lehman. Jacqueline Aubenas intervient dans ce documentaire de création[14].
- 1995 : Boris Lehman… portrait du cinéaste par tout autre que lui-même de Denys Desjardins. Jacqueline Aubenas intervient dans ce documentaire de création[15]
- 2014 : Quand je serai dictateur de Yaël André, coproduit par Jacqueline Aubenas[16]